# Jednostka statystyczna
Jednostka statystyczna – każdy z elementów populacji statystycznej. Jednostki posiadają cechy, które podlegają badaniu statystycznemu (cechy statystyczne).
Przykłady jednostek statystycznych dla konkretnych populacji: 
- populacja ludzi w Polsce – Polak
- maszyny produkowane w fabryce – maszyna.

Wektor danych o jednostce statystycznej nazywany jest obserwacją statystyczną.